# Adontosternarchus nebulosus
Adontosternarchus nebulosus is een straalvinnige vissensoort uit de familie van de staartvinmesalen (Apteronotidae). De wetenschappelijke naam van de soort is voor het eerst geldig gepubliceerd in 2007 door Lundberg & Cox Fernandes.